# Gotfryd IV Garbaty
Gotfryd III Garbaty (ur. 1025/40, zm. 26 lutego 1076 w Vlaardingen koło Antwerpii) – książę Górnej Lotaryngii jako Gotfryd IV (lub Gotfryd III) oraz margrabia Toskanii jako Gotfryd II od 1069 roku aż do śmierci (de facto od 1070 w Toskanii rządziła Matylda); margrabia Antwerpii jako Gotfryd III od 1070 do śmierci.
Syn i następca Gotfryda II (III) Brodatego, księcia Górnej i Dolnej Lotaryngii oraz Dody. Jego siostrą była Ida, żona Eustachego II z Boulogne. Gotfryd zyskał swój przydomek ze względu na niski wzrost i zgarbioną postawę.
W 1069 roku poślubił zaręczoną mu już w dzieciństwie Matyldę Toskańską, córkę jego macochy Beatrycze z Bar (córki Fryderyka, księcia Górnej Lotaryngii z bocznej linii dynastii Luksemburgów) oraz księcia Bonifacego III – tym samym stał się władcą Toskanii iure uxoris. Doczekali się córki Beatrycze (1070/1-1071). W tym samym roku, w którym wziął ślub, został następcą ojca w Górnej Lotaryngii po jego śmierci. W 1070 roku zdobył Antwerpię.
W 1070 lub 1071 Matylda opuściła męża, rozczarowana śmiercią dziecka i fizyczną niedoskonałością męża. Udała się do rodzinnej Toskanii i uzyskała repudium. Zaczęła rządzić tam razem z matką, pozbawiając władzy Gotfryda. W 1072 roku wyruszył do Włoch – chcąc ratować małżeństwo, udał się do jej matki, a potem do papieża Grzegorza VII, obiecując mu pomoc militarną. Decyzja Matyldy była jednak nieodwołalna. Pogodziwszy się z tym, Gotfryd powrócił na północ. Wkrótce między cesarzem a papieżem wybuchł spór o inwestyturę. Małżonkowie pogłębili swój podział i stanęli po przeciwnych stronach konfliktu – Gotfryd popierał cesarza, a Matylda – papieża. To przed jej zamkiem, w którym skrył się Grzegorz VII, w styczniu 1077 roku Henryk IV Salicki odbywał trzydniową pokutę.
Od połowy lat 70. działał jako wierny sojusznik cesarza. W 1075 na jego polecenie najechał księcia saskiego Magnusa Bildunga, na którego ziemiach wybuchło powstanie. Później wspomógł biskupa Utrechtu Wilhelma I van Gelre w najeździe na hrabiego Holandii Dirka V. W 1076 roku wyruszył do Utrechtu, gdyż wybuchł tam bunt przeciw chwilowo nieobecnemu biskupowi. 26 lutego 1076 roku został zamordowany przez buntownika Gizelberto podczas załatwiania potrzeby fizjologicznej, prawdopodobnie na zlecenie Dirka V lub Roberta I Fryzyjskiego.
Ponieważ Gotfryd nie pozostawił po sobie męskich potomków, nie było głównego dziedzica jego ziem. Toskanię objęła wdowa Matylda, współrządząca z matką (zm. także w 1076), a potem panująca samodzielnie Antwerpię, Verdun, Bouillon, Stenay objął jego siostrzeniec Gotfryd z Bouillon, toczący później walki o Toskanię z Matyldą i Albertem III z Namur. Górna Lotaryngia powróciła do domeny cesarskiej, a cesarz wkrótce nadał ją swemu synowi Konradowi.